# Aysel Tuğluk
Aysel Tuğluk (* 17. Juli 1965 in der Provinz Elazığ) ist eine kurdische Politikerin der Türkei.

## Leben
Tuğluk ist Absolventin der juristischen Fakultät der Universität Istanbul und arbeitete als freie Anwältin. Tuğluk war Mitglied bzw. Gründerin mehrerer Nichtregierungsorganisationen wie der Toplumsal Hukuk Araştırmaları Vakfı, İnsan Hakları Derneği (Menschenrechtsverein) und der Yurtsever Kadınlar Derneği (Verein der patriotischen Frauen). Als Anwältin vertrat sie Abdullah Öcalan. Ihr Bruder Alaattin Tuğluk ist mit Öcalan befreundet. Ab 2005 wurde sie zum Mitglied der pro-kurdischen Partei Demokratik Toplum Partisi (DTP) und für eine Zeit lang zusammen mit Ahmet Türk Parteivorsitzende. Auf dem DTP-Parteitag am 9. Oktober 2007 wurde sie wegen ihrer passiven Art und Kompromissbereitschaft abgewählt.
Bei den Parlamentswahlen in der Türkei 2007 kandidierte sie als unabhängige Kandidatin für die Provinz Diyarbakır. Obwohl die DTP unter der 10 %-Sperrklausel blieb, konnte die Partei auf diese Weise 20 Abgeordnete ins Parlament entsenden.
Die türkische Staatsanwaltschaft eröffnete am 9. November 2007 ein Verfahren gegen Tuğluk, weil sie mit zwei anderen DTP-Abgeordneten (Fatma Kurtulan und Osman Özçelik) in den Nordirak reiste, um acht entführte türkische Soldaten aus der Gewalt der Arbeiterpartei Kurdistans (PKK) freizubekommen. Die Soldaten waren bei einem Überfall der PKK auf einen Militärkonvoi im Oktober 2007 in Yüksekova entführt worden. Der Ankläger verlangte vom Parlament die Aufhebung der Politischen Immunität der drei Abgeordneten.
Am 11. Dezember 2009 wurde die DTP vom türkischen Verfassungsgericht verboten. Tuğluk wurde ihres Mandates enthoben und mit einem fünfjährigen politischen Betätigungsverbot belegt. Doch nach den Verfassungsänderung mit dem Referendum 2010 kehrte sie in die Politik zurück und kandidierte bei den Parlamentswahlen am 12. Juni 2011 für die Provinz Van. Tuğluk gewann die Wahl und kehrte ins Parlament zurück.
Im August 2011 wurde Tuğluk von einem türkischen Gericht wegen Propaganda für die verbotene Arbeiterpartei Kurdistans (PKK) zu einer 2-jährigen Haftstrafe verurteilt. Hintergrund war eine von ihr gehaltene Rede im März 2010. Nach Ansicht der Richter handelte es sich dabei um „terroristische Propaganda“. Tuğluk bezeichnete in einem Interview dagegen ihre Rede als Aufruf für den Frieden. Sie habe in der Rede lediglich vorgeschlagen, Öcalan als Gesprächspartner in der Kurdenfrage zu akzeptieren.
Am 26. Dezember 2016 wurde Tuğluk von einer Anti-Terror-Einheit der türkischen Polizei festgenommen. Sie wurde im Zuge von Ermittlungen der Staatsanwaltschaft in der Kurdenmetropole Diyarbakır in Ankara inhaftiert.